# Feliks
Feliks (łac. felix – łaskawy, szczęśliwy) – imię męskie pochodzenia łacińskiego. Żeńskie odpowiedniki: Feliksa, Felicja.
W innych językach przyjęte na ogół w formie Feliks lub Felix. Dawniej popularne było także jego polskie tłumaczenie – Szczęsny.
Imieniny obchodzi 11 stycznia, 14 stycznia, 30 stycznia, 21 lutego, 1 marca, 18 marca, 23 marca, 26 marca, 16 kwietnia, 21 kwietnia, 23 kwietnia, 10 maja, 18 maja, 30 maja, 31 maja, 11 czerwca, 14 czerwca, 12 lipca, 17 lipca, 27 lipca, 29 lipca, 28 sierpnia, 30 sierpnia, 1 września, 10 września, 11 września, 22 września, 24 października, 6 listopada, 20 listopada, 28 listopada, 4 grudnia i 5 grudnia.

## Odpowiedniki w niektórych innych językach
- chorwacki – Srečko
- esperanto – Felikso[2]
- estoński – Veeliks
- fiński – Feeliks
- litewski – Peliksas, Česnys
- słoweński – Srecko
- węgierski – Bódog

## Znane osoby noszące imię Feliks
- św. Feliks I – papież
- św. Feliks III – papież
- św. Feliks IV – papież
- św. Feliks z Dunwich – święty katolicki, misjonarz, biskup
- św. Feliks z Kantalicjo – włoski kapucyn
- św. Feliks z Nikozji – włoski kapucyn
- św. Feliks z Sewilli – diakon i męczennik
- św. Feliks (†287?) – męczennik, wspominany wraz z Adauktem
- św. Feliks (†303?) – męczennik, wspominany wraz z Naborem
- św. Feliks z Noli (†260) – prezbiter z Noli
- św. Feliks (†303) – żołnierz i męczennik, wraz z Regulą
- św. Feliks z Abiteny – męczennik w grupie męczenników z Abiteny
- św. Feliks z Girony – męczennik z IV wieku
- Feliks II – antypapież
- Feliks V – antypapież
- Feliks Benda – polski aktor teatralny, reżyser i dyrektor teatrów
- Felix Bernstein – niemiecki matematyk
- Felix Baumgartner – wykonał skok ze stratosfery z wysokości 38 969 metrów
- Felix Bloch – szwajcarski fizyk, noblista
- Feliks Brodowski – nowelista, krytyk literacki
- Feliks Dzierżyński – działacz komunistyczny, przywódca Polrewkomu
- Feliks Falk – polski reżyser filmowy
- Feliks Frankowski – polski dyplomata
- Felix Hausdorff – niemiecki matematyk
- Feliks Hołowacz – działacz chłopski, poseł w latach 1922–1927
- Félix Houphouët-Boigny – prezydent Wybrzeża Kości Słoniowej
- Feliks Jabłczyński – polski pisarz i malarz
- Felix Jaehn – niemiecki DJ i producent muzyczny
- Feliks Jasieński – polski krytyk i kolekcjoner sztuki
- Feliks Kiryk – polski historyk, rektor Akademii Pedagogicznej w Krakowie
- Felix Kjellberg – szwedzki YouTuber
- Felix Klein – niemiecki matematyk
- Feliks Kon – polski działacz komunistyczny
- Feliks Koneczny – historyk, historiozof i krytyk teatralny
- Feliks Krzesiński – polski tancerz i choreograf
- Felix Loch – niemiecki saneczkarz
- Felix Magath – niemiecki trener piłkarski
- Feliks Matecki – polski aktor i muzyk
- Felix Mendelssohn-Bartholdy – niemiecki kompozytor
- Felix Neureuther – niemiecki narciarz alpejski
- Feliks Nowowiejski – kompozytor
- Feliks Oraczewski – polski działacz polityczny i oświatowy, komedio- i dramatopisarz, poeta, publicysta i pedagog
- Feliks Pęczarski – polski malarz
- Felix Sandman – szwedzki piosenkarz
- Félix Savart – francuski fizyk
- Félix Savón – kubański pięściarz
- Feliks Stamm – polski trener bokserski
- Feliks Szajnert – polski aktor charakterystyczny
- Felix Wankel – niemiecki mechanik i konstruktor
- Feliks Zdankiewicz – warszawski złodziej i morderca

## Postacie fikcyjne
- Felix Polon – główny bohater polskiej serii „Felix, Net i Nika” Rafała Kosika
- Feliks Łukasiewicz – postać z anime „Axis Power Hetalia” będąca odpowiednikiem Polski
- Feliks Nowak – postać z serialu „Klan"

## Inne użycia
- Europejska Nagroda Filmowa do 1997 r. nazywana była Felixem
- Feliksy Warszawskie
- Prix Félix – kanadyjskie nagrody muzyczne przyznawane przez Association québécoise de l'industrie du disque, du spectacle et de la vidéo